# Antoni Bukowski
Antoni Bukowski (ur. 8 stycznia 1812 w Gościeszynie - zm. 26 lutego 1887 w Poznaniu) – działacz społeczny, powstaniec listopadowy i styczniowy.

## Życiorys
Był uczestnikiem Powstania Listopadowego w 1 pułku Mazurów w Warszawie w bitwach pod Grochowem, Dębem Wielkim i Kuflewem. Walczył na Litwie w szeregach gen. Henryka Dembińskiego pod Wilnem, Janowem i Kownem. Został odznaczony Krzyżem Orderu Virtuti Militari. Brał czynny udział w wypadkach 1848 r. w Poznaniu i w powstaniu styczniowym.
Jako działacz Towarzystwa Demokratycznego prowadził prace oświatowe wśród ludności wiejskiej.
Zmarł w 1887 r. w Poznaniu i został pochowany na cmentarzu Zasłużonych Wielkopolan - (kwatera VI).